# Fasken
Fasken è una città fantasma degli Stati Uniti d'America, nello Stato del Texas, nella Contea di Andrews.

## Geografia
La città fantasma è situata nella zona centro orientale di Andrews County.